# Ciudadela de San Benito

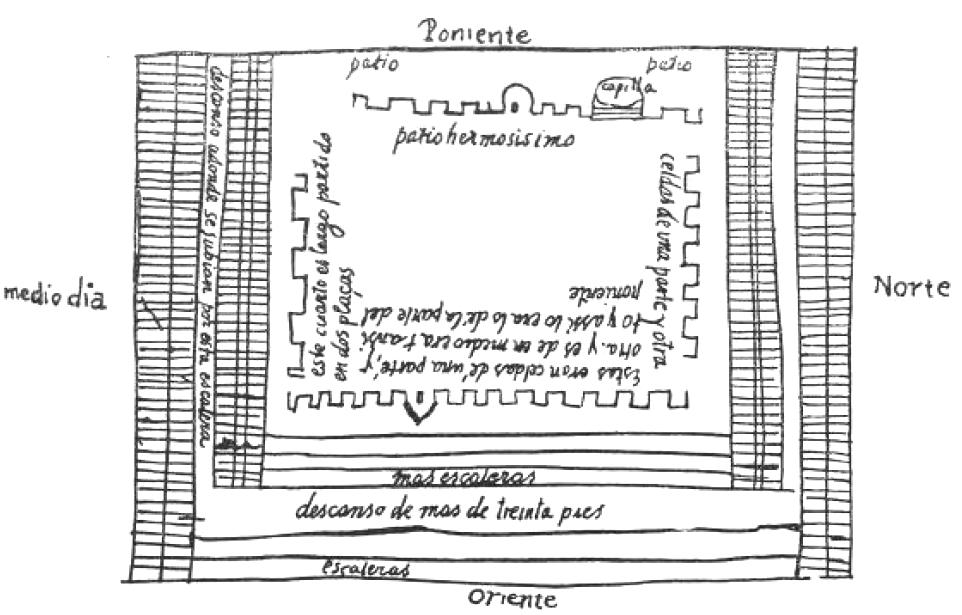
Lugar donde se localizaba el cerro de San Benito.

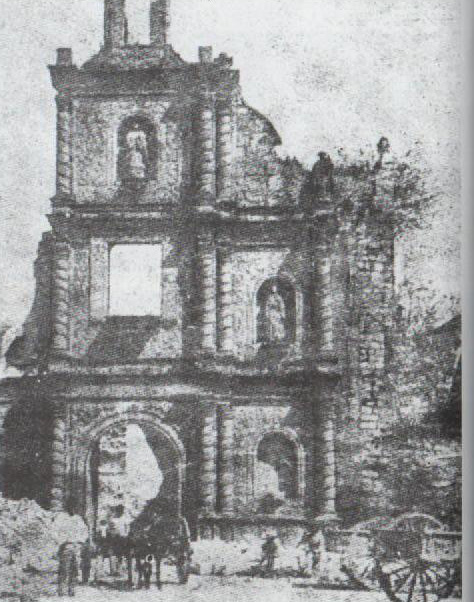
Convento de San Francisco.

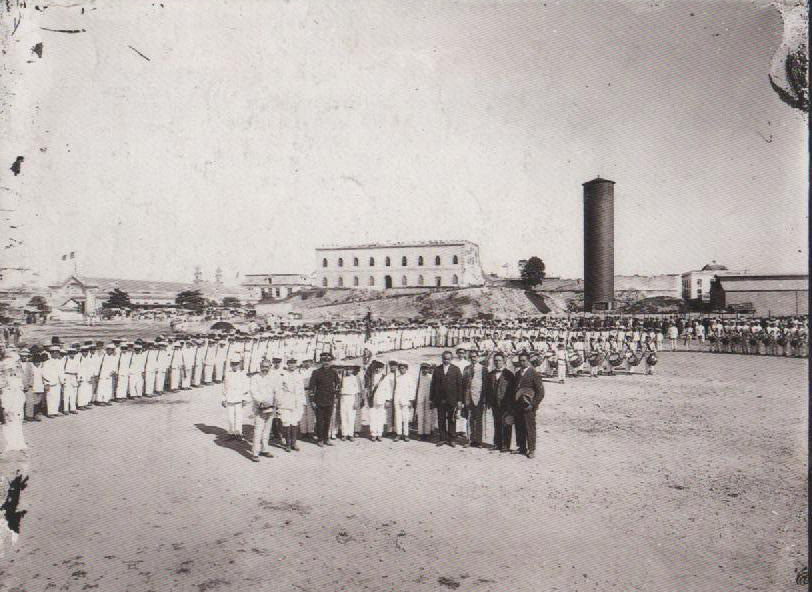
Explanada de la Ciudadela de San Benito.

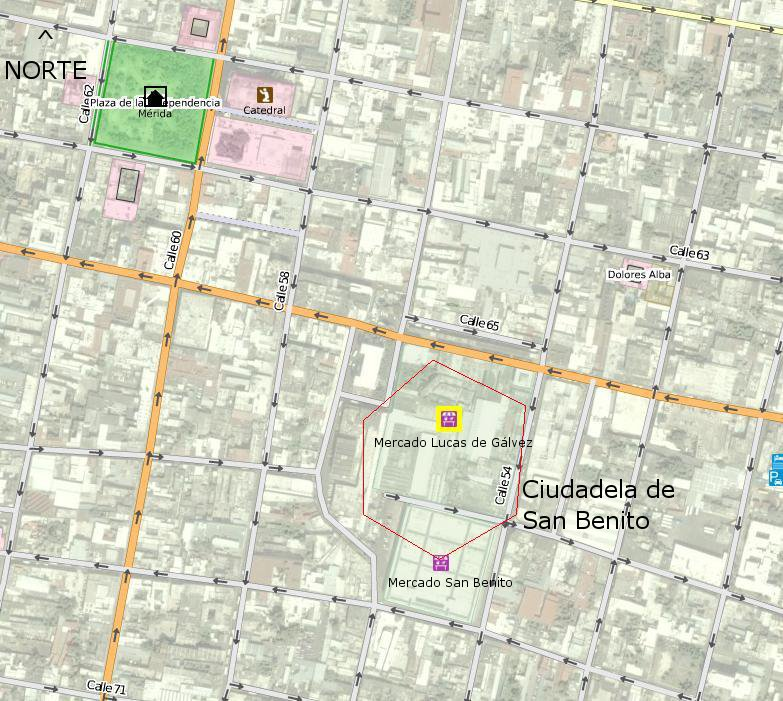
Localización aproximada de la antigua Ciudadela de San Benito en la actual Mérida. El contorno de la fortaleza está trazado en color rojo.

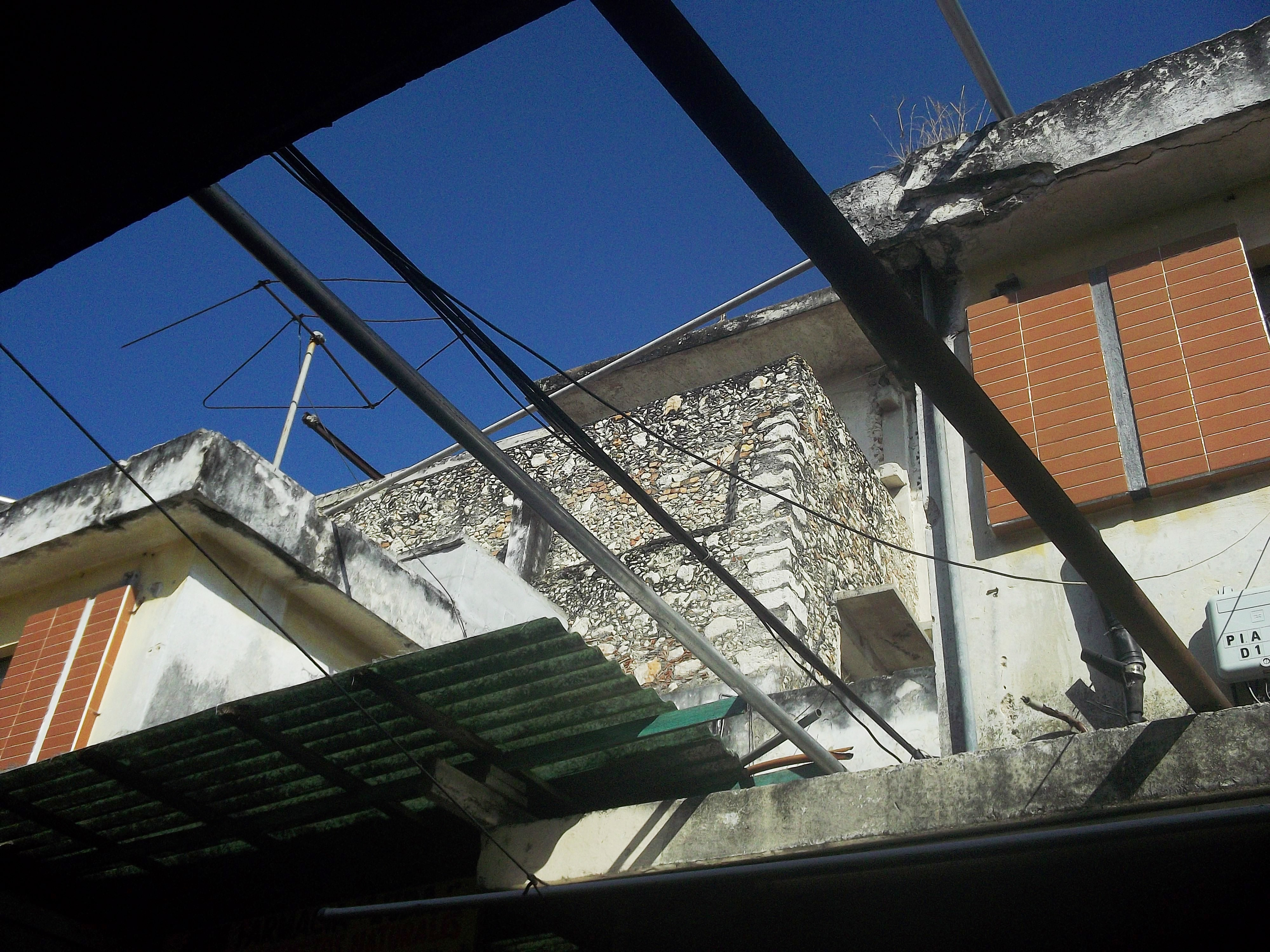
Vestigios de construcciones posteriores a la ciudadela.

La Ciudadela de San Benito fue una ciudadela de origen novohispano del siglo XVII situada en Mérida, Estado de Yucatán, en México.

## T'Hó
Según un croquis elaborado por Diego de Landa en el siglo XVI en el centro de la actual Mérida se encontraban cuatro edificaciones mayas que delimitaban una plaza levantada sobre una plataforma más antigua que la antes mencionada. Después de la conquista española de la ciudad prehispánica de T’Hó, sus edificaciones fueron demolidas para emplear el material en la construcción de los edificios coloniales de la actual ciudad de Mérida. Los últimos vestigios mayas fueron destruidos al inicio del siglo XX, cuando aún existían dos basamentos mayas en el San Cristóbal: el cerro de Baklu’umchan o San Antón (entre las calles 52, 48, 65 y 69) y el cerro de San Benito (entre las calles 54, 56 y 65 y 69). Dichos cerros ocupaban una superficie de más de 20 000 metros cuadrados cada uno y eran en realidad enormes plataformas edificadas para tener sobre ellas sendos templos.

## Construcción
En 1537 fue construido el Convento de San Francisco sobre el cerro de San Benito empleando parte del material extraído de él para su edificación. En 1526 se celebró en Granada entre Carlos V y Francisco de Montejo la capitulación para la conquista y colonización de Yucatán, en donde una de sus cláusulas se señalaba la necesidad de levantar una fortaleza, sin embargo no sería sino hasta 1669 durante el gobierno Rodrigo Flores de Aldana cuando éste ordenó su construcción ante el miedo de levantamiento e incursiones de los piratas en el lugar del convento antes mencionado, siendo la construcción terminada durante el gobierno de Frutos Delgado.

## Aspecto
Las primeras descripciones de la ciudadela fueron hechas por el español Álvaro de Rivaguda en el siglo XVIII, quien dijo que la edificación era nada más que el Convento de San Francisco rodeado de una muralla de dos varas de ancho y seis medios baluartes, carecía de foso, estrada cubierta y fortificaciones exteriores. Posteriormente Antonio Ayora y Porras  diría que en el interior de la fortaleza se encontraba otro templo dedicado a la Soledad y que ya contaba con un foso y puente levadizo. Dicha fortaleza ocupaba un espacio de forma de polígono hexagonal en una loma desde la cual se denominaba toda la ciudad. Las murallas tenía seis baluartes, uno en cada esquina. Había en su interior dos pozos de agua y almacenes para armamento. Se accedía a la edificación por tres puertas: la del poniente para servicio económico y militar de la misma, la del sur para acceder al convento y la del oriente para los curas de la parroquia del Barrio de San Cristóbal. Las puertas del sur y oriente luego fueron cerradas en 1670 debido a que se pensó que el hecho de poseer las llaves por parte de los religiosos se atentaba contra la seguridad de la fortaleza, quedando la restante vigilada de los soldados reales.
En 1672, el gobernador Miguel Franco Cordóñez de Soto dotó la puerta principal de la fortaleza con mosquetes y unas 8 piezas de vieja artillería.
En 1712 se ordenó la elaboración de un plano de la ciudadela por el condestable de la artillería del presidio de San Francisco de Campeche por parte del gobernador. Otro plano fue elaborado en 1788 por Rafael Llobet.
En el año de 1820 se expide un decreto para la monasterios se clausuró el Convento de San Francisco y los frailes fueron desalojados. Por considerar que era incongruente que un convento estuviera localizado dentro de una fortaleza, parte de sus edificios fueron acondicionados para ser usados como cuartél y cárcel hasta que el tiempo lo convirtió en ruinas, hasta su completa demolición.

## Demolición
En el año de 1861 el gobierno estatal solicitó al federal que le autorizara demoler la fortaleza y cedérsela al municipio meridano, para lo cual se autorizó un presupuesto de $2,000.00  por parte del gobierno estatal. Posteriormente los gobiernos municipal y estatal cedieron el espacio a la empresa del ferrocarril de Mérida a Peto. En años posteriores se enajenarían algunos lotes anexos para dar paso a una zona comercial que todavía existe. Actualmente en dicho lugar se levanta entre otros edificios el actual Mercado de San Benito. En el Plano Topográfico de la Ciudad de Mérida se aprecia por última vez la planta de la ciudadela en Mérida (1864-1865).

## Escudo de la ciudad
Es de interés mencionar que entre los siglos XVII y XIX se encontraba en la muralla oriental un escudo de la ciudad de Mérida, el cual fue rescatado en 1869 por el obispo Crescencio Carrillo y Ancona tras las primeras demoliciones llevándolo a su museo particular (luego Museo Arqueológico de Mérida), luego fue llevado en la década de 1960 al Portal de Granos y posteriormente al interior del Palacio Municipal de Mérida.